# Trace Lysette
Trace Lysette est une actrice américaine dont les rôles incluent Shea dans la série télévisée Amazon Video Transparent (2014-2019) et Tracey dans le long métrage Hustlers (2019).

## Jeunesse
Trace Lysette est née à Lexington, dans le Kentucky et a grandi à Dayton dans l'Ohio avant de passer la majorité de sa vie à New-York. À la fin de son adolescence, Lysette est une coureuse et performe comme drag queen dans les bars et clubs autour de Dayton et Columbus, Ohio . Elle déménage à New York après le lycée en quète de nouvelles opportunités. Rejettée par sa famille en raison de son identité de genre, elle a su trouver une famille adoptive dans la Ball culture new-yorkaise dont elle est une membre respectée. Elle entame sa formation d'actrice dans plusieurs studios de théâtre new-yorkais en 2007 et fait ses débuts à la télévisions en tant qu'invitée pour le rôle de Lila dans un épisode de New York, unité spéciale en 2013. Elle devient ainsi l'une des toutes premières personnes transgenres à interpréter une personne cisgenre à la télévision aux heures de grande écoute.

## Carrière
Après avoir joué plusieurs rôles non-trans, Lysette fait son coming out public pour le rôle de Shea dans la série Transparent produite par Amazon. Elle y joue une professeure de yoga transgenre et amie de Maura Pfefferman (Jeffrey Tambor). Elle avait initialement auditionné pour le rôle de Davina. Au cours de la troisième saison, elle entretient une relation amoureuse avec un homme hétérosexuel cisgenre, représentation qualifiée de «moment télévisuel révolutionnaire pour un personnage trans». En 2019, elle arrive sur grand écran avec Jennifer Lopez, Constance Wu, Cardi B, Keke Palmer et Lizzo, entre autres, dans le hit au box-office acclamé par la critique Hustlers, de Lorene Scafaria.
Elle apparait dans plusieurs rôles d'invitée dans les émissions Blunt Talk, David Makes Man, Midnight Texas, Pose et Drunk History. Elle fait également une apparition dans la série documentaire de Caitlyn Jenner I Am Cait . Elle apparait également en tant que muse dans plusieurs vidéoclips pour des artistes tels que Maroon 5, Cher, Teyana Taylor, The Shins et Laverne Cox.
En 2017, elle fait partie des acteurs et actrices transgenres, apparaissant dans une lettre filmée à Hollywood écrite par Jen Richards, demandant plus et de meilleurs rôles pour les personnes transgenres,.
En juin 2020, en l'honneur du 50e anniversaire de la première Marche des fiertés LGBTQ, elle est nommée par Queerty  parmi les cinquante personnalités «menant la nation vers l'égalité, l'acceptation et la dignité pour tous»,.
Variety révèle dans un article publié en juillet 2020 que Lysette aurait signée en tant que productrice exécutive pour Trans in Trumpland, une prochaine série documentaire sur être transgenre à l'ère de l'administration Trump.

## Filmographie

### Film
| An   | Titre                            | Rôle             | Remarques         |
| ---- | -------------------------------- | ---------------- | ----------------- |
| 2016 | Coffee House Chronicles: Le film | Rachel           |                   |
| 2017 | Deadbeat                         | La femme de Ryan | Court métrage     |
| 2019 | Hustlers                         | Tracey           |                   |
| 2020 | Divulgation: Trans vit à l'écran | Se               | Film documentaire |
| 2022 | Monica                           | Monica           |                   |

### Télévision
| An        | Titre                             | Rôle                           | Remarques                                        |
| --------- | --------------------------------- | ------------------------------ | ------------------------------------------------ |
| 2013      | New York, unité spéciale          | Lila                           | Saison 15, épisode 4                             |
| 2015      | La malédiction des femmes Fuentes | Gloria                         | Film télévisé                                    |
| 2014–2019 | Transparent                       | Shea                           | 11 épisodes                                      |
| 2015      | Je suis Cait                      | Elle-même                      | 3 épisodes                                       |
| 2015-2016 | Parler brutalement                | Gisele                         | 3 épisodes                                       |
| 2016–2019 | Histoire ivre                     | Sylvia Rivera / Elizabeth Eden | 2 épisodes                                       |
| 2017      | Course de dragsters de RuPaul     | Elle-même                      | Episode: "Grande Finale"                         |
| 2018–2019 | Pose                              | Tess Wintour                   | 2 épisodes                                       |
| 2018      | Minuit, Texas                     | Céleste                        | Episode: "Noyer la tristesse dans le Chardonnay" |
| 2019      | David fait l'homme                | Femi                           | Épisode: "Dai Out"                               |

### la toile[Quoi ?]
| An   | Titre              | Rôle   | Remarques              |
| ---- | ------------------ | ------ | ---------------------- |
| 2016 | Chroniques du café | Rachel | Épisode : Tran-sitions |

### Vidéos musicales
| An   | Titre                                                           | Artistes)             | Ref.   |
| ---- | --------------------------------------------------------------- | --------------------- | ------ |
| 2017 | Nom pour vous (Flipped)                                         | The Shins             |        |
| 2018 | Girls Like You (Original, Volume 2 and Vertical Video versions) | Maroon 5 avec Cardi B | ,      |
| 2018 | Battre pour les dieux                                           | Laverne Cox           | [ 10 ] |
| 2018 | SOS                                                             | Cher                  |        |
| 2019 | WTP                                                             | Teyana Taylor         | [ 11 ] |